# Kisei
Kisei (tiếng Nhật: 棋聖; phiên âm Hán-Việt: Kì thánh) là một giải thi đấu cờ vây do Viện cờ Nhật Bản tổ chức. Danh hiệu, có thể gọi là go sage theo tiếng Nhật, là một tên gọi truyền thống danh dự được tặng cho các kì thủ có trình độ cờ cực kì cao trong suốt các thế kỉ. Từ Ki cũng có thể được hiểu là thể loại cờ shogi, và trong giới cờ shogi cũng có danh hiệu Kì Thánh tương tự.

## Lịch sử
Giải đấu bắt đầu từ năm 1976 bởi tòa soạn báo Yomiuri Shimbun và đây là giải đấu hằng năm có phần thưởng hiện kim cao nhất cho kì thủ chiến thắng, 42 triệu yên (khoảng 355.000 đô la vào 29/5/2007). Chỉ có duy nhất một giải thi đấu khác là Ing Cup có phần thưởng cao hơn, tuy nhiên nó được tổ chức mỗi 4 năm.
Từ Kisei theo tiếng Nhật nghĩa là "Kì thánh", danh hiệu chỉ được dành cho Honinbo Dosaku và Honinbo Shusaku trước khi giải thi đấu Kisei được tổ chức.
Cách thức thi đấu trong giải đấu này tương tự như các giải tranh danh hiệu khác ở Nhật Bản như Meijin và Honinbo. Người giữ danh hiệu sẽ được thách đấu bởi kì thủ giành chiến thắng trong cuộc thi đấu loại trực tiếp trước đó. Trận tranh danh hiệu bao gồm 7 ván, diễn ra trong 2 ngày, mỗi kì thủ có thời gian là 8 giờ cho tất cả các ván đấu. Ngoài giải thưởng là hiện kim thì kì thủ được tham dự vào vòng đấu Kisei sẽ được phong 7 dan, nếu kì thủ đó chiến thắng giải đấu sẽ được phong 8 dan, và nều bảo vệ được danh hiệu này vào năm sau sẽ được phong 9 dan, mức độ cao nhất trong giới chuyên nghiệp.